# 한나 수호츠카
한나 수호츠카(폴란드어: Hanna Stanisława Suchocka, 1946년 4월 3일 ~)는 폴란드의 정치인이다. 1992년부터 1993년까지 폴란드의 총리를 지냈다. 폴란드 역사상 최초로 총리가 된 여성이다.
플레셰프에서 태어난 그녀는 헌법적 법률의 전문가로 알려졌으며, 공산당이 그녀를 입당시키려 할 때 거부하여 독립적으로 남겠다고 하였다. 1992년 국회에 입성하여, 총리가 되었다. 곤란한 경제적 어려움을 향하면서 강한 교정법을 시도하였다. 효과적이고 종종 칭찬받은 지도자였으나, 많은 국민들은 그녀의 개혁에 준비되지 않았다. 그들은 더 나은 생활을 즉시 원하였고 미래를 참고 기다리려 하지 않았다.
그 결과, 그녀는 사임하였다. 그 후에도 계속 정계에 남아, 1990년대 후반에는 폴란드 정치의 중요한 야당 지도자로 활약하였다.

## 역대 선거 결과
| 선거명      | 직책명                             | 대수 | 정당           | 득표율 | 득표수    | 결과         | 당락                       |
| ----------- | ---------------------------------- | ---- | -------------- | ------ | --------- | ------------ | -------------------------- |
| 1980년 선거 | 하원의원 (비엘코폴스카 제52선거구) | 8대  | 국가연합전선   | 0%     | -표       | 1위          | 비엘코폴스카 하원의원 당선 |
| 1989년 선거 | 하원의원 (포즈난 제79선거구)       | 10대 | 연대시민위원회 | 71.62% | 128,234표 | 1위          | 포즈난 하원의원 당선       |
| 1991년 선거 | 하원의원 (포즈난 제18선거구)       | 1대  | 민주연합       | 1.36%  | 5,808표   | 비례대표 2번 | 포즈난 하원의원 당선       |
| 1993년 선거 | 하원의원 (포즈난 제35선거구)       | 2대  | 민주연합       | 20.15% | 108 872표 | 비례대표 1번 | 포즈난 하원의원 당선       |
| 1997년 선거 | 하원의원 (포즈난 제35선거구)       | 3대  | 자유연합       | 12.44% | 62 806표  | 비례대표 1번 | 포즈난 하원의원 당선       |